# Cheilanthes bhutanica
Cheilanthes bhutanica är en kantbräkenväxtart som beskrevs av Fraser-jenk. och Wangdi. Cheilanthes bhutanica ingår i släktet Cheilanthes och familjen Pteridaceae. Inga underarter finns listade.